# Zwerg-Speerblatt
Das Zwerg-Speerblatt (Anubias barteri var. nana) ist eine Sumpfpflanze aus der Familie der Aronstabgewächse (Araceae). Es ist eine beliebte Aquarienpflanze.

## Erscheinungsbild
Das Zwerg-Speerblatt ist eine an langen, etwa ein Zentimeter starken Rhizomen kriechend wachsende, mehrjährige, krautige Pflanze. Die Blattstiele der Pflanze werden drei bis acht Zentimeter lang und sind bis zu 3 Millimeter breit. Sie umfassen das Rhizom und sind etwa 1 Zentimeter unterhalb der Blattbasis leicht bis stark geknickt. Die Blattspreiten sind schmal eiförmig bis breitlanzettlich, herzförmig; sie sind von dunkelgrüner Farbe und können bis zu 10 Zentimeter lang und vier Zentimeter breit werden. Insbesondere bei älteren Blättern ist der Blattrand leicht gewellt. Dies entsteht durch die an der Blattunterseite stärker ausgebildeten Nebenadern.
Bei guten Wachstumsbedingungen bildet sich aus dem Rhizom ein fünf bis 40 Zentimeter langer Blütenstand. Die für Aronstabgewächse typische Spatha ist zur Reife weit geöffnet und zurückgebogen. Der weiße Blütenkolben wird etwa 1,5 Zentimeter lang.

## Chromosomenzahl
Die Chromosomenzahl beträgt 2n = 48.

## Verbreitungsgebiet und Lebensraum
Diese Varietät hat ihr natürliches Verbreitungsgebiet in Kamerun. Bis jetzt wurde sie nur in der Nähe der Stadt Limbe gefunden, wo sie in einem schnell strömenden Fluss wuchs. Zurzeit ist der einzige Fundort das Flüsschen Limbé an der Küste nahe dem Kamerunberg; dort wächst diese Varietät fast nur submers, sowohl zur Regen- als auch Trockenzeit.

## Verwendung in der Aquaristik

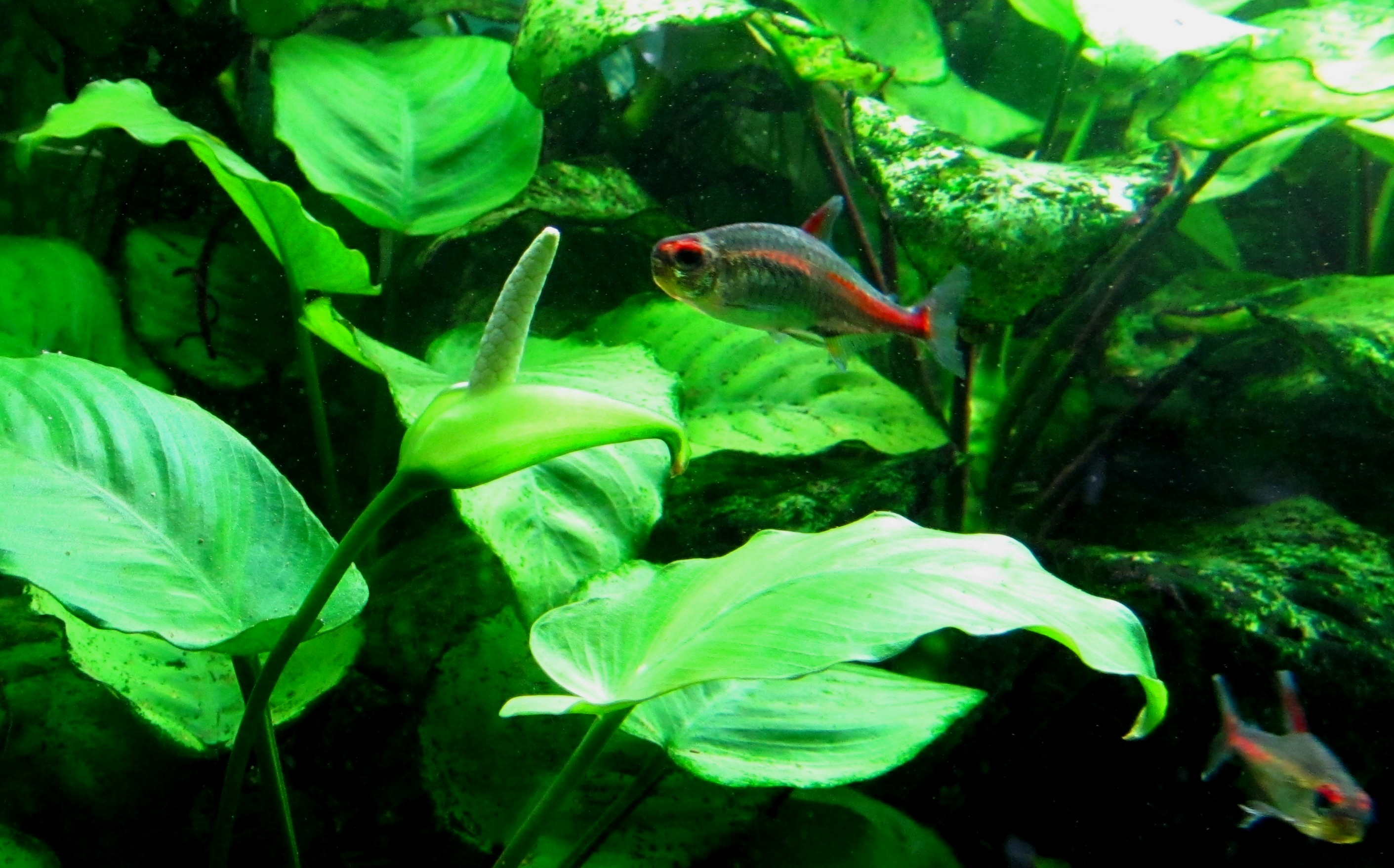
Zwerg-Speerblatt, Blüte

Das Zwerg-Speerblatt wird im Zoohandel häufig für die Bepflanzung von Aquarien angeboten. Da Pflanzen dieser Varietät  klein bleiben und nur langsam wachsen, wird sie vor allem für die Bepflanzung im Vordergrund empfohlen. Sie steht im Ruf, eine anspruchslose und leicht zu pflegende Art zu sein. Sie verträgt weiches bis hartes Wasser und benötigt eine Wassertemperatur zwischen 20 und 28 Grad Celsius. Schwaches bis mittleres Licht ist ausreichend. Sie kommt mit geringfügigen Mengen von Kohlenstoffdioxid im Wasser zurecht, wächst jedoch am besten mit einer Zudosierung von bis zu 20 Milligramm pro Liter Aquarienwasser.
Das Zwerg-Speerblatt eignet sich zur Begrünung von Wurzeln und Steinen, auf denen sie mit einer Angelsehne befestigt wird. Sie lässt sich ebenso an einer Rückwand aus Hartschaum ziehen. Bei einer Bepflanzung im Bodengrund ist darauf zu achten, dass das Rhizom sich oberhalb der Kiesschicht befindet. Zu tief gepflanzte Exemplare entwickeln sich nur suboptimal. In geheizten Aqua-Terrarien können die Pflanzen auch schwimmend gehalten werden. Vor allem für Aufzuchtbecken, die keinen Bodengrund aufweisen, ist das Zwerg-Speerblatt ideal.
Da Anubias zu den Aronstabgewächsen gehören, enthalten sie Bitterstoffe, Blätter und Stängel sind darüber hinaus von sehr fester Struktur. Pflanzenfressende Fische wie Schnecken vergreifen sich nur selten an ihnen. Die Pflanze wird deswegen besonders für Cichlidenbecken empfohlen.
Als amphibische Wasserpflanze wächst das Zwerg-Speerblatt gerne über die Wasseroberfläche hinaus und besiedelt angrenzende, feuchte Uferbereiche. Bei guten Umweltbedingungen zeigen sich die für Aronstabgewächse typischen zapfenähnliche Blütenstände. Wer diese weißlich gefärbten Blüten besucht bzw. befruchtet, ist noch nicht geklärt.